# Wysswasser
 (mai 2023).
Si vous disposez d'ouvrages ou d'articles de référence ou si vous connaissez des sites web de qualité traitant du thème abordé ici, merci de compléter l'article en donnant les références utiles à sa vérifiabilité et en les liant à la section « Notes et références ».
Le Wysswasser ou Weisswasser est un cours d'eau de Suisse.
C'est un affluent du Rhône.

## Géographie
Le Wysswasser prend sa source au glacier de Fiesch. Son nom est dérivé de la couleur gris-blanc de l'eau dans les mois d'été. Actuellement (été de 2010) la source se trouve à une altitude d'environ 1 700 m, au front du glacier. Sa vallée est parallèle au glacier d'Aletsch. Il rejoint le Rhône à Fiesch.
Le débit du Wysswasser peut fluctuer fortement à cause de réglage. L'ouverture soudaine des écluses peut tout à coup surélever le niveau de l'eau, ce qui continue à causer des accidents mortels avec des touristes. La haute vélocité de l'eau du Wysswasser est un danger souvent sous-estimé.